# Gewerkschaftshaus (Kiel)

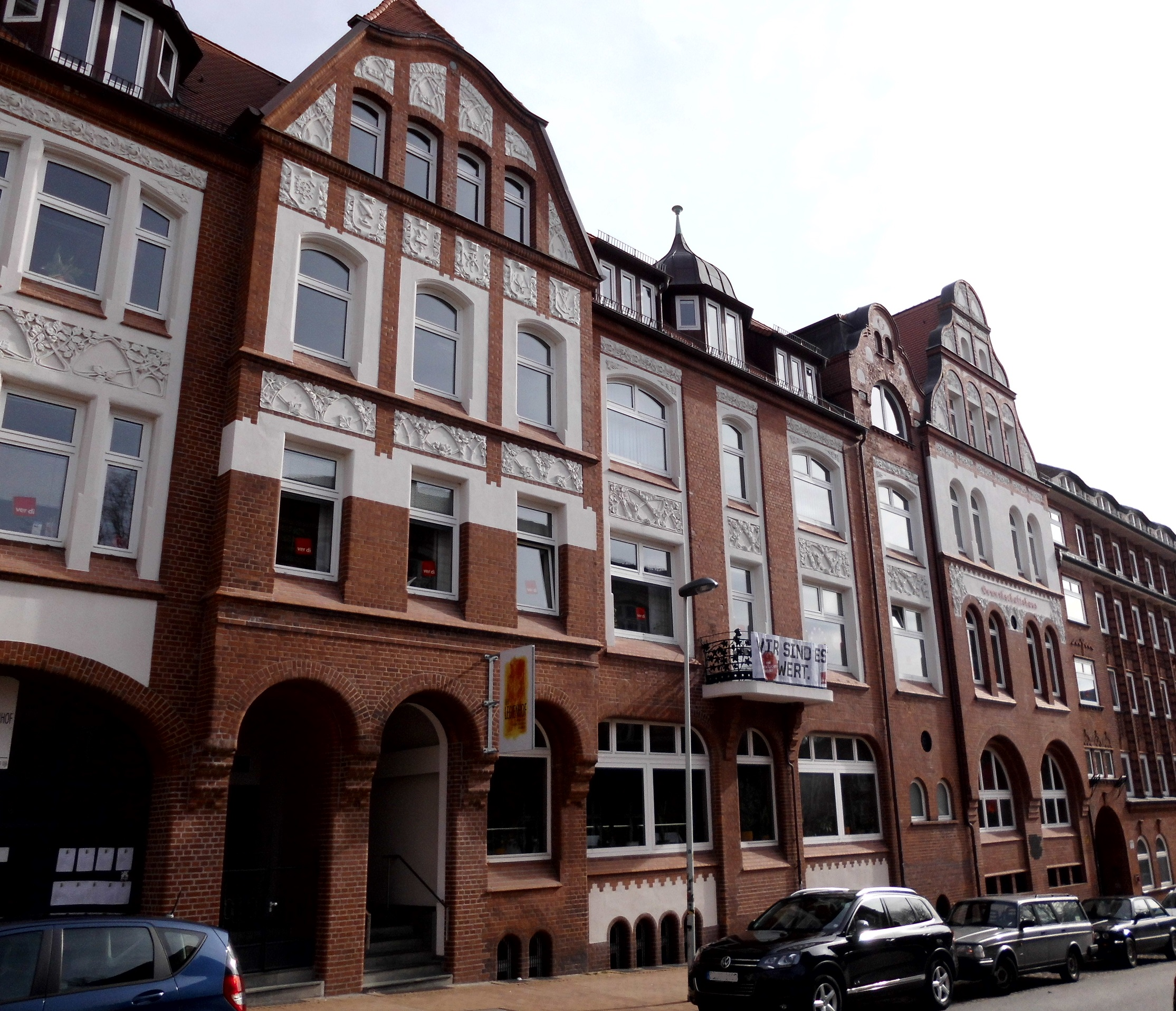
Gewerkschaftshaus Kiel in der Legienstraße März 2015

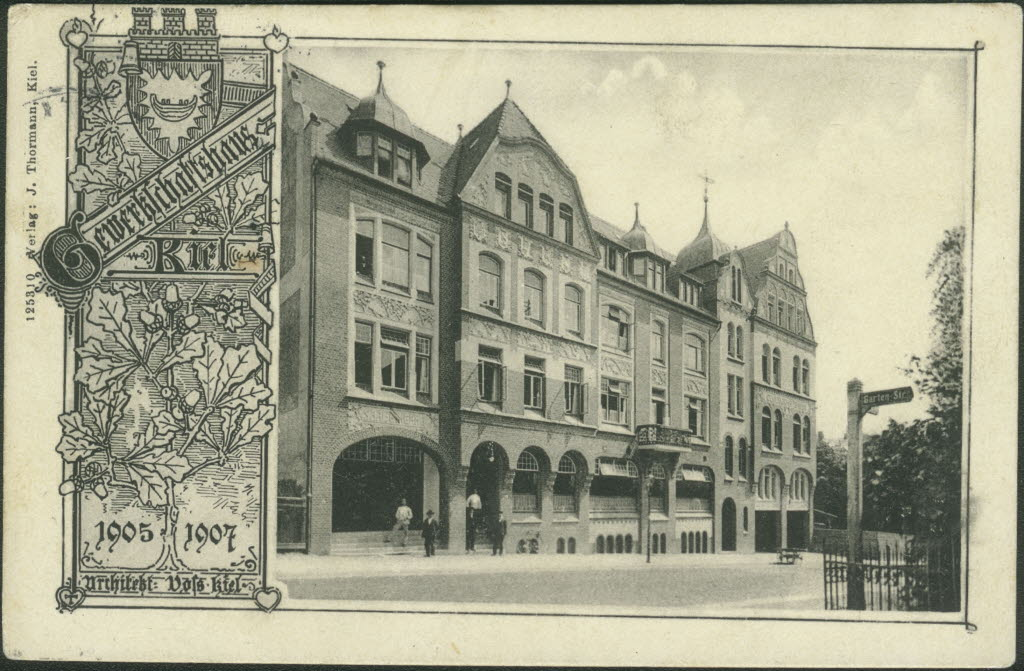
Das Gebäude ca. 1910

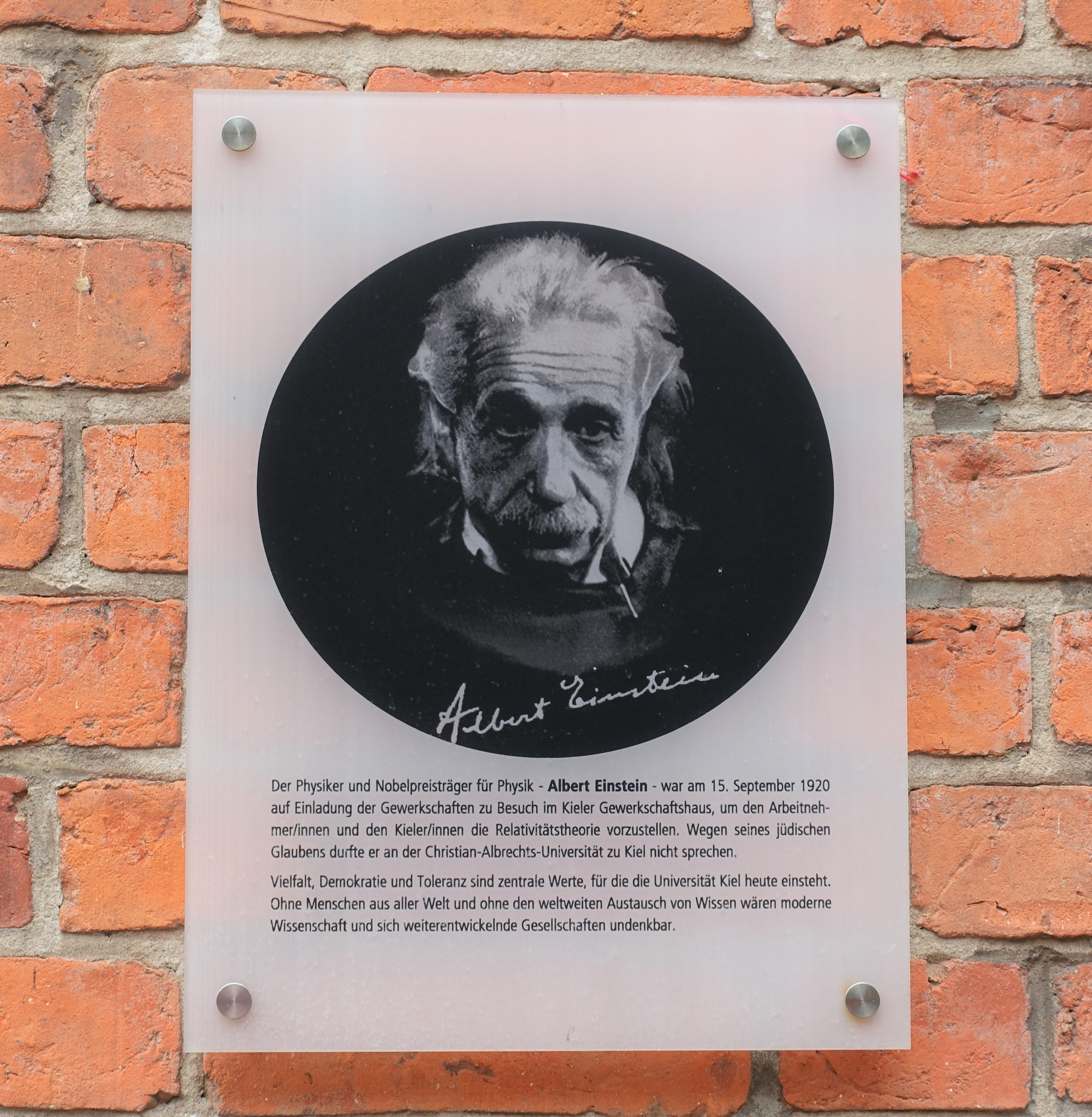
Gedenktafel zum Besuch von Albert Einstein im Gewerkschaftshaus am 15. September 1920

Das Gewerkschaftshaus in der Legienstraße 22–24 in Kiel ist der Sitz des Deutschen Gewerkschaftsbunds (DGB), mehrerer seiner Einzelgewerkschaften und der gemeinnützigen Bildungseinrichtung Arbeit und Leben Schleswig-Holstein e. V.
Das Haus wird auch von der Kieler SPD als Tagungs- und Veranstaltungsort genutzt.

## Baugeschichte
Zu Beginn des 20. Jahrhunderts wuchs die Arbeiterschaft stark durch das Flottenbauprogramm Kaiser Wilhelms II. und die Bestimmung Kiels zum Reichskriegshafen und die damit verbundene Expansion metallverarbeitender Betriebe und der Schiffbauindustrie (Werften). Die Arbeiter wollten ein eigenes politisches, soziales und kulturelles Zentrum und trugen zur Finanzierung durch Erwerb von Anteilsscheinen einen großen Teil dazu bei. Das Gebäude wurde nach Plänen des Architekten Carl Voss als repräsentativer Ziegelbau mit Sandsteinelementen errichtet. Am 4. Oktober 1904 wurde der Grundstein für das Gewerkschaftshaus an der Fährstraße (von 1923 bis 1933 und seit 1947 Legienstraße, Benennung nach Carl Legien) gelegt. Am 26. Juli 1907 übergab es der Gewerkschaftsführer und langjährige SPD-Reichstagsabgeordnete für den Wahlkreis Kiel, Carl Legien, seiner Bestimmung. Das Haus umfasste eine Herberge für Wanderarbeiter, Büros, Versammlungsräume, eine Bibliothek und eine Gastronomie mit großem Versammlungssaal.
Bereits 1926 musste es nach Plänen des Architekten Arnold Bruhn um einen Anbau zur Muhliusstraße hin erweitert werden. Die Fassade des Anbaus im Stil des Klinkerexpressionismus wurde von Franz Schweighofer mit Figurenschmuck versehen.

## Nutzung und Bedeutung

Gedenktafel für den ersten Arbeiter- und Soldatenrat am Kieler Gewerkschaftshaus in der Legienstraße

Während des Kieler Arbeiter- und Matrosenaufstandes 1918 diente das Gewerkschaftshaus für den Arbeiter- und Soldatenrat als Versammlungsort, während des Kapp-Putsches von 1920 als Hauptquartier für die Verteidigung der Weimarer Demokratie, beim Metallarbeiterstreik um die Lohnfortzahlung im Krankheitsfall von 1956 als Zentrum für die Streikbewegung.
Seine Rolle beim Matrosenaufstand wurde zum 60. Jahrestag im November 1978 mit einer Gedenktafel gewürdigt:

„In diesem Haus tagte Anfang November 1918 der Kieler Arbeiter- und Soldatenrat. Er gab den entscheidenden Anstoss zur Ausrufung der ersten deutschen Republik am 9. November 1918 in Berlin.“

Am 15. September 1920 sprach Albert Einstein im Gewerkschaftshaus vor tausenden Arbeitern über seine Relativitätstheorie. Die Christian-Albrechts-Universität hatte ihm keinen Raum für seine Rede geben wollen, weil er Jude war. Am 15. September 2015 wurde eine Gedenktafel am Gewerkschaftshaus angebracht.
Am 2. Mai 1933 wurde das Gewerkschaftshaus durch Nationalsozialisten besetzt und für ihre Zwecke, die gleichgeschaltete Deutsche Arbeitsfront (DAF), benutzt. Es wurde 1935 zwangsversteigert und von der Stadt Kiel erworben. 1947 konnten die Gewerkschaften das Gebäude zurückkaufen.
Von 1949 bis 1969 befand sich im Haus auch ein Kino, dem nach der Schließung ein Fachmarkt für Bodenbeläge folgte. Dieser brannte 1975 aus. Am 26. April 1978 wurde das Richtfest für den an jener Stelle entstandenen Neubau gefeiert, der am 1. Mai 1979 eingeweiht wurde.
Im Gewerkschaftshaus befindet sich die Gaststätte Legienhof.
Am 8. März 2017 – dem Internationalen Frauentag – wurde das Kunstwerk von Tina Schwichtenberg "Mein roter Frauensalon" im Kieler Gewerkschaftshaus ausgehängt.
Neuer Eigentümer des Kieler Gewerkschaftshauses ist seit dem Jahr 2021 IGEMET, die Treuhandgesellschaft der IG Metall. Sie übernahm das Haus von der  Vermögensverwaltungs- und Treuhand-Gesellschaft des Deutschen Gewerkschaftsbundes (VTG).